# Jamil Abbas
Jamil Abbas (àrab: جميل عباس)  (Bagdad, 1927 - 2005) fou un futbolista iraquià de les dècades de 1950 i 1960.
Fou internacional amb la selecció de futbol de l'Iraq durant 15 anys. Pel que fa a clubs, defensà els colors de Nadi Al-Olympia Al-Maliki (1945-1947), Al-Haris Al-Maliki (1947-1957) i Farqa Al-Thalatha (1957-1966).